# Upogebione phuketensis
Upogebione phuketensis är en kräftdjursart som beskrevs av John C. Markham 1985. Upogebione phuketensis ingår i släktet Upogebione och familjen Bopyridae. Inga underarter finns listade i Catalogue of Life.